# Statuto fondamentale pel Governo temporale degli Stati di Santa Chiesa
Lo Statuto fondamentale pel governo temporale degli Stati di Santa Chiesa fu la carta fondamentale concessa da Papa Pio IX ai sudditi dello Stato Pontificio il 14 marzo 1848. Lo Statuto fu pubblicato con l'editto «Nelle istituzioni».

## Storia
Nel 1848, a seguito dei moti rivoluzionari che investirono in poco tempo tutta l'Europa, Papa Pio IX concesse la costituzione (formalmente denominata "Statuto Fondamentale pel Governo Temporale degli Stati della Chiesa"), seguendo l'esempio del sovrano delle Due Sicilie.
Lo statuto ebbe vita breve: l'apertura pontificia alle istanze liberali e la progressiva laicizzazione dei vertici di governo dello Stato Pontificio, che avrebbe allontanato il papa dall'influenza della curia romana e permesso di curare più attentamente l'amministrazione come un "sovrano", lo spinsero a intraprendere numerose riforme che per certi versi lo resero inviso alla fazione più conservatrice.

Nello stesso periodo gli ambienti rivoluzionari si diedero una maggiore organizzazione (ricevendo anche aiuti dall'esterno). La loro forza eversiva culminò con l'assassinio del ministro dell'Interno Pellegrino Rossi, avvenuto il 15 novembre 1848.
Il Pontefice si mise in salvo a Gaeta (24 novembre 1848). La proclamazione della Repubblica romana (9 febbraio 1849) fece di fatto decadere gli organi di governo previsti dallo Statuto.
Dopo la sconfitta militare della Repubblica romana da parte delle truppe francesi, il papa rientrò a Roma il 12 aprile 1850. Lo Statuto non venne formalmente abrogato, ma fu ignorato dal pontefice, che procedette alla riorganizzazione dello Stato su altre basi.

## Principi

### Libertà personali
Fatta salva la conservazione di due prerogative assolutistiche: a) la dichiarazione della religione cattolica come religione di Stato, b) il potere di censura ecclesiastica preventiva su tutte le pubblicazioni in materia di religione, lo Statuto accoglie e recepisce le libertà fondamentali del cittadino:
- l'ordine giudiziario è indipendente dal potere politico;
- sono sciolti i tribunali speciali (il riferimento è all'Inquisizione);
- la libertà personale può essere ristretta solo in base alla legge (perciò nessuno può essere arrestato «se non in forza di un atto emanato dall'Autorità competente»);
- la censura preventiva viene sostituita da misure atte a colpire specifici casi di abuso (non saranno più chiusi i giornali);
- il diritto di proprietà è inviolabile;
- la proprietà letteraria è riconosciuta;
- i Comuni saranno amministrati da laici.

### Organizzazione dello Stato
Per la prima volta nella storia plurisecolare dello Stato della Chiesa, i laici sono ammessi sia nel ramo esecutivo sia nel ramo legislativo dello Stato. I ministri sono nominati dal pontefice; i deputati saranno scelti in base a elezioni.
Sono istituite due Camere per la formazione delle leggi, denominate “Alto Consiglio” e “Consiglio dei Deputati”. I membri del primo Consiglio sono nominati a vita dal pontefice, senza limitazione di numero. I Deputati invece sono scelti dagli elettori, «sulla base approssimativa di un deputato per ogni 50.000 anime».
Il potere di convocazione dei Consigli spetta al pontefice, così come la nomina del Presidente dell'Alto Consiglio. Il Consiglio dei Deputati elegge autonomamente il proprio Presidente. Il pontefice può sciogliere solamente il Consiglio dei Deputati. Le sedute sono pubbliche, così come sono pubbliche le deliberazioni di entrambi i Consigli.
Il corpo elettorale è individuato su base anagrafica e censitaria: per avere diritto di voto è necessario avere compiuto 25 anni ed essere iscritti al censo per una quota di 300 scudi. Votano per diritto, invece, i titolari di cariche pubbliche, come i priori e anziani delle città, i sindaci, ecc. I collegi sono uninominali. La convocazione delle elezioni è una prerogativa del pontefice.
Nell'esercizio delle loro funzioni i membri dei due Consigli possiedono l'immunità (lo Statuto usa l'espressione “sono inviolabili”). Inoltre è previsto l'istituto dell'autorizzazione a procedere: un membro dei due Consigli che riceva una condanna non può essere arrestato se non con il consenso del Consiglio al quale appartiene (eccettuato il caso di «delitto flagrante o quasi flagrante»).
Procedimento legislativo
- Tutte le leggi devono essere approvate da entrambi i Consigli (bicameralismo perfetto). Dopo l'approvazione sono controfirmate dal pontefice[5];
- L'iniziativa legislativa appartiene ai ministri. Essi possono presentare proposte di legge indistintamente all'uno o all'altro Consiglio;
- Lo Statuto identifica le materie che non possono essere oggetto di discussione e deliberazione parlamentare (riserva esclusiva dell'autorità papale)
- Il Consiglio dei Deputati ha il diritto di mettere in stato d'accusa i ministri; spetterà all'Alto Consiglio di giudicarli;

Altre norme
È stabilita una somma per «il trattamento del Sommo Pontefice, del sacro Collegio dei Cardinali, per le Congregazioni ecclesiastiche, per sussidio o assegno a quella de propaganda fide, pel Ministero degli affari esteri, pel corpo diplomatico della Santa Sede all'estero», ecc. fissata in 600.000 scudi annui.
Lo Statuto prescrive le competenze degli organi costituzionali in caso di morte del pontefice e di vacanza della sede papale.

## Istituzioni rappresentative
Lo Statuto creava una serie di nuove figure istituzionali, tra cui i ministri, che si occupavano dell'amministrazione dello Stato e che rispondevano direttamente al pontefice. Veniva istituito inoltre un organo legislativo bicamerale, che si componeva di una camera alta e di una camera bassa, denominate rispettivamente “Alto Consiglio” e “Consiglio dei Deputati”.
Alle due camere era strettamente vietato sia di discutere di affari ecclesiastici, sia di approvare leggi contrarie ai canoni o alle discipline della Chiesa, nonché votare leggi volte a modificare lo Statuto.

### L'Alto Consiglio
Volto a ricalcare essenzialmente il senato romano, l'Alto Consiglio rappresentava la camera alta dell'organo legislativo. Il vertice dell'Alto Consiglio era composto da un presidente (solitamente identificato nella figura di un cardinale o di un alto prelato) e di due vicepresidenti eletti tra l'assemblea.
L'Alto Consiglio era composto da un numero variabile di membri nominati a vita dal pontefice. Venivano prescelti tra le seguenti categorie: 
- I prelati, ed altri ecclesiastici costituiti in dignità;
- I ministri, il presidente del Consiglio dei Deputati; il Senatore di Roma e di Bologna;
- Le persone che hanno occupato o occupano un distinto grado nell'ordine governativo, amministrativo e militare;
- I presidenti dei tribunali di appello, i consiglieri di stato, gli avvocati concistoriali (gli appartenenti a questa categoria potevano essere eletti dopo l'esercizio di sei anni della loro professione);
- I possidenti con una rendita di 4000 scudi annui su capitali imponibili, e posseduta da almeno sei anni;
- Le persone benemerite dello Stato, distintesi per il loro servizio a favore delle istituzioni nel campo delle arti o delle scienze.

### Il Consiglio dei Deputati
Riconducibile alla moderna camera dei deputati, il Consiglio dei Deputati era un organo legislativo di norma molto più ampio rispetto all'Alto Consiglio. Esso era composto essenzialmente dalla media di un deputato ogni 50 000 abitanti dello Stato.
| Il Consiglio dei Deputati | Il Consiglio dei Deputati |
| Elettorato passivo | Elettorato attivo |
| --- | --- |
| Potevano essere eletti: - Gli iscritti al censo con un capitale di 3000 scudi - Quanti pagano al governo una tassa fissa di 100 scudi annui - I membri dei collegi, delle facoltà, ed i professori titolari delle università di Roma e Bologna: i membri dei collegi disciplina, degli avvocati e procuratori presso i tribunali di appello. - I gonfalonieri, priori ed anziani delle città, e comuni. - I membri dei Consigli di disciplina, degli avvocati e procuratori presso i tribunali collegiali. - I laureati ad honorem nelle università dello Stato. - I membri delle camere di commercio. - I capi di fabbriche o stabilimenti industriali. | Potevano esercitare il diritto di voto i cittadini appartenenti alle seguenti categorie: - I gonfalonieri, priori ed anziani delle città, e comuni: i sindaci degli appodiati. - Gli iscritti al censo con un capitale di 300 scudi - Quanti pagano al governo una tassa diretta di 12 scudi annui - I membri dei collegi, della facoltà, ed i professori titolari delle università dello Stato. - I membri dei Consigli di disciplina, degli avvocati e procuratori presso i tribunali collegiali. - I laureati ad honorem nelle università dello Stato. - I membri delle camere di commercio. - I capi di fabbriche o stabilimenti industriali. |
| Per essere eletti era necessario possedere 30 anni di età minima, il pieno diritto di esercizio dei diritti civili, il professare la religione cattolica (la quale era tra l'altro condizione necessaria per godere della cittadinanza e perciò anche dei diritti politici). La durata in carica di ciascun deputato e del presidente era di quattro anni. | Gli elettori dovevano possedere 25 anni di età minima, la residenza nello Stato Pontificio, il pieno diritto di esercizio dei diritti civili e professare la religione cattolica. |

### Consiglio di Stato
Oltre alle due Camere legislative, lo Statuto creò un terzo organismo costituzionale: il Consiglio di Stato. Composto di dieci Consiglieri, aveva l'incarico di redigere, sotto la direzione del Governo, i progetti di legge, i regolamenti dell'amministrazione pubblica, e di fornire un parere sulle difficoltà in materia governativa.
La «Consulta di Stato» (organismo che rappresentava legalmente le province), istituita il 14 ottobre 1847, non fu contemplata nel nuovo ordinamento costituzionale.